# Ratatosk
 (novembre 2020).
Si vous disposez d'ouvrages ou d'articles de référence ou si vous connaissez des sites web de qualité traitant du thème abordé ici, merci de compléter l'article en donnant les références utiles à sa vérifiabilité et en les liant à la section « Notes et références ».

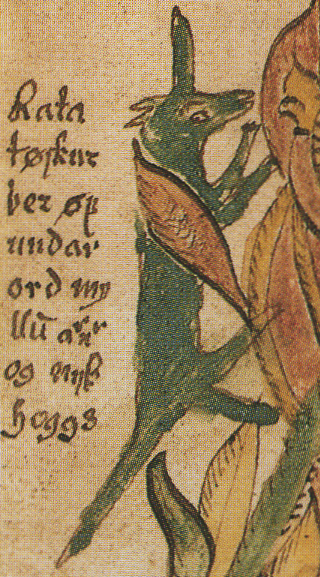
Ratatosk dans un manuscrit islandais du XVIIe siècle.

Dans le mythe scandinave du frêne Yggdrasil de la mythologie nordique, l'écureuil Ratatosk va et vient sans cesse entre le serpent Nídhögg, qui dévore la racine de l'arbre cosmique et Veðrfölnir  qui survole celui-ci. Il rapporte les paroles haineuses du serpent à l'aigle, et vice-versa. Car, du temps qu'il entretiendra la haine entre Nídhögg et Veðrfölnir, il ne les craindra plus jamais.

## Dans la culture moderne
- Ratatosk est l'alter-ego d'Emil Castagnier (personnage principal) dans le jeu vidéo Tales of Symphonia: Dawn of the New World sorti sur Wii en 2008 / 2009.
- Ratatosk rejoint les dieux jouables dans le jeu vidéo SMITE le 2 juin 2015, sous le nom de Ratatoskr. Il y est librement représenté sous la forme d'un écureuil commun.
- Ratatoskr était une dragonne, fille de Midgardsormr. Elle fut le premier dragon abusé et tué par les humains, qui s'emparèrent de ses yeux afin d’obtenir son pouvoir. Cette traitrise fut l'origine d'une guerre millénaire entre les humains et les dragons et dont son dénouement est la trame scénaristique principale de Heavensward, la première extension de Final Fantasy XIV.
- Ratatoskr apparaît dans le jeu God of War de 2018 en tant qu'invocation runique. Nommé " écureuil moqueur " celui-ci aide le joueur en lui fournissant des objets consommables tout en se moquant de celui-ci puisqu'il a recours à ses services.
- Ratatoskr apparaît aussi en tant en tant que gardien de l'arbre Yggdrasil et personnage secondaire dans la suite, God of War Ragnarök (2022). Il autorise Kratos et plusieurs membres de son groupe à profiter de l'arbre comme havre de tranquillité, à l'abri des forces antagonistes. Le joueur le croisera à plusieurs reprises au cours de sa quête. Dans ce jeu, Ratatoskr projette aussi plusieurs personnalités (anxiété, condescendance, etc.) avec qui le joueur peut interagir lors de quêtes annexes. Il est doublé par le youtuber et doubleur professionnel SungWon Cho (alias ProZD) dans la version originale en anglais[1].
- Ratatoskr est représenté en 2021 dans un DLC par un clan jouable dans le jeu vidéo Northgard[2].
- Dans le jeu Assassin's Creed Valhalla, vous pouvez vous mesurer à Ratatosk dans une joute verbale.
- Dans le jeu vidéo Wizard101, il est possible de trouver Ratatosk (Ratatoskr en anglais) sous la forme d'un familier, un petit animal de compagnie qui accompagne le sorcier, ou d'un sort, « Ardeur de Ratatosk ».
- Dans le jeu Fire Emblem Heroes, Ratatoskr apparaît dans le livre VIII sous les traits d'une jeune femme pouvant se transformer en écureuil.
- Dans le jeu Dofus, un dragonnet appelé Rathrosk, situé dans la cité d'Astrub, est capable de se transformer en écureuil pour passer inaperçu.
- Dans le Jeu de carte à collectionner Altered, il existe une carte personnage à l'effigie de Ratatosk.
- Ratatosk est le nom d'une chanson du groupe suédois Brothers of Metal, figurant dans leur album Fimbulvinter.